# Yamaha XJ900
De Yamaha XJ900, later ook Yamaha XJ900F geheten, is een sportieve toermotorfiets van Yamaha, geliefd vanwege zijn betrouwbaarheid en goede rijeigenschappen. De motor is dusdanig populair dat er in oktober 1996 (2 jaar na het uit productie nemen) de Nederlandse Yamaha XJ900 motorclub werd opgericht om de legende rijdend te houden.

## Inleiding
In 1983 werd de Yahama XJ900 voor het eerst in Europa als sportieve toermotor geïntroduceerd. Toen Yamaha met de Yamaha XJ900 (31A) op de markt kwam, als concurrent van de Honda CB900, was het meteen al een succes. Als luxueuze supersport werd de XJ900 voorzien van diverse aluminium onderdelen vanwege gewichtsbesparing.

## Het motorblok
Het motorblok is gebouwd op basis van een opgeboorde viercilinder luchtgekoelde SECA-motor met een  cilinderinhoud van 853 cc. Het behoud van de normale bouw met 2 kleppen per cilinder zorgt voor makkelijk onderhoud. Door ervoor te kiezen de kleppen te bedienen met twee bovenliggende nokkenassen (DOHC), waren geen klepstoters nodig. In verband met de betrouwbaarheid bij langdurig hoge toerentallen werd gekozen om de dubbele nokkenassen met 4 bevestigingspunten af te steunen. 
Het brandstofluchtmengsel wordt aangeleverd uit vier Mikuni carburateurs van 36 mm van het constant-vacuüm type, wat zorgt dat afhankelijk van de variatie in druk boven en onder het vacuümmembraan de gasnaald omhoog of omlaag wordt gebracht. Een elektronische ontstekingsunit (TCI - Transistorized Coil Ignition) levert de precisie in het ontstekingsmoment van dit brandstofluchtmengsel. 
De Mikuni carburateurs en de TCI ondersteunen zo elkaar voor een snel aanslaan en een gelijkmatig acceleratiekoppel tijdens elk willekeurig toerental. Dit proces wordt in het lage- en middentoerengebied ondersteund door het YICS (Yamaha - Induction - Control - System) waardoor dit bij deze toeren voor meer vermogen en een verminderd brandstofverbruik van 10% kan zorgen. Het YICS systeem bestaat uit een in de cilinderkop geïntegreerd secundair stuurkanaal, dat de hoofdinductieleidingen verbindt. Hierdoor kan een secundaire mengselstroom onder een hoek in de hoofdleiding worden gevoerd. 
Door deze secundaire mengselstroom met het hoofdmengsel te vermengen ontstaat een volledige werveling in de verbrandingskamer waardoor een betere verdeling over de verbrandingskamer. Dit leidt uiteindelijk tot meer vermogen en minder brandstofgebruik. De krukas drijft via een ketting de dubbel bovenliggende nokkenas aan. Een automatische kettingspanner zorgt dat deze ketting zeer onderhoudsarm is. Door te kiezen voor een indirecte aandrijving van de dynamo met een tandwiel achter de krukas, in plaats van direct op de uitgaande as, was een compacte bouw van het motorblok mogelijk.

## Herkenbare XJ900-details
Onder de motor was de XJ900 uitgerust met een onderspoiler, die nog weleens wilde sneuvelen. Middels een gesynchroniseerde 5 versnellingsbak en een Cardanaandrijving werd het motorvermogen overgebracht op het asfalt. Mede door de cardanaandrijving had de XJ900 minder onderhoud nodig in vergelijk met een ketting aandreven motor. De voor en achter inwendig luchtgekoelde remschijf met "vuil" groeven met remblokken, bestaand uit een half metaal, zorgde voor een korte remweg en minder hinderlijk piepen. Verder beschikte deze versie over een anti-duikmechanisme gemonteerd op de voorvork. Dit systeem was kwetsbaar en niet altijd even effectief zodat er vaak voor werd gekozen om het buiten werking te zetten. In Duitsland is het anti-duiksysteem nooit door de TÜV-keuring gekomen.

## De verschillende versies

### XJ 900F (31A)
In de eerste modellen van 1983 was de Yamaha XJ900 uitgerust met een stuurkuip, die meedraaide met het stuur. De stuurkuip bevatte het complete klokkenpaneel en een H4-koplamp met 200 mm doorsnede, die afstamde van de XJ650. Het klokkenpaneel bestond uit drie klokken: links met snelheidsmeter, kilometerteller en dag/tripteller, in het midden met toerenteller en rechts met benzinemeter en een digitaal klokje. Om de stuurvibraties te verminderen werd in de latere modellen van 1983, eerst middels een ombouwset, de stuurkuip vervangen voor een aan het motorframe vastzittende tophalfkuip.Vanaf 1984 werd de XJ900 standaard uitgerust met een tophalf en motorspoiler. De motorspoiler wilde weleens sneuvelen. Het stuur bestond uit legering bestaande stuurhelften zodat deze afzonderlijk in te stellen waren. De 22 liter tank vormde een mooie eenheid tussen kuip en zadel. Het zadel gaf voor bestuurder en passagier een goede zit. Ook de voetsteunen gaven door in het rubber afgeveerde ophanging de nodige comfort. Hiernaast bood de van een aluminium legering gefabriceerde handgrepen de passagier houvast. De achterbrug was afgeveerd met 2 schokbrekers die met de hand in 5 standen instelbaar zijn. De 3-spakige gegoten wielvelgen waren licht en toch uiterst robuust.

### XJ 900F/N (58L)
In 1985 voerde Yamaha grote veranderingen door. Het motorvermogen werd van 853 cc naar 891 cc vergroot en de carburateurs groeiden van 34 mm naar 36 mm doorlaat, wat resulteerde in een mooiere koppeltoerenkromme. Bij deze veranderingen werd ook het slecht werkende anti-duiksysteem afgeschaft. Ook het dubbele verstelbare stuur maakt plaats voor een vast exemplaar, en de aluminium kroonplaten, voetsteunen, duovoetsteunen, rem en schakelpook worden vervangen door stalen exemplaren.
Tegelijkertijd werd in 1985 een Naked-Bike-versie, de XJ900N (58L), gelanceerd op de Europese markt. Dit model had een vaste koplamp en klassieke ronde klokken; de benzinemeter en het digitale klokje ontbraken. De XJ900 met kuip ging vanaf dat moment als XJ900F (58L) door het leven. Eind 1986 verdwijnt de weinig populaire XJ900N weer uit de productie.
In 1987 werden de inwendig luchtgekoelde remschijven uit het voorwiel vervangen door de complete reminrichting van de XJ600, dit vanwege kosten, maar ook omdat de geventileerde schijven vaak kromtrokken. Ondanks de eenvoudige techniek verhoogde het de remkracht en doseerbaarheid. Achter bleef alles bij het oude. De dubbele claxon maakte plaats voor een enkele claxon.

### XJ 900F (4BB)
In 1991 werd een vernieuwde XJ900F (4BB) gelanceerd, door emissienormen had deze versie minder vermogen en koppel dan zijn voorgangers.
De motor kwam nog tot 94 pk en werd ook mechanisch een flink stuk stiller ondanks dat er weinig wijzigingen zijn aan het blok.
Vanaf 1992 worden andere remschijven gemonteerd aan de voorzijde, de nieuwe schijven slijten minder hard en gaan langer mee.
In het laatste productiejaar van de XJ900F, 1994, zakte door de verscherpte geluidreducties het vermogen naar 92 pk. Het sterke punt van alle XJ900 modellen is wel hun betrouwbaarheid en onderhoudsvriendelijk karakter. Kilometerstanden van boven de 100.000 km, zonder grote reparaties, zijn meer regel dan uitzondering.

### XJ 900S Diversion
De opvolger werd de Yamaha XJ900S Diversion en zag er totaal anders uit maar was nog wel gebaseerd op het model van de XJ900 uit 1983. De Diversion kwam in twee versies uit; de XJ900S en de XJ900GT. De XJ900GT is de zogenaamde Grand Tourer uitvoering van de gewone XJ900S. Deze is, typisch voor tour motoren, voorzien van een Toerkuip en twee Krauser K2 zijkoffers terwijl de gewone XJ900S het zonder koffers moet doen en alleen is voorzien van een bikini fairing.
De XJ900S/GT is in de Verenigde Staten uitgebracht als de "1983 Seca XJ900RK".

## Yamaha XJ900 technische gegevens

### Algemene gegevens
| Lengte  | Breedte | Hoogte  | Zithoogte | Grondspeling | Wielbasis | Bandenmaat                           |
| ------- | ------- | ------- | --------- | ------------ | --------- | ------------------------------------ |
| 2260 mm | 735 mm  | 1245 mm | 780 mm    | 145 mm       | 1480 mm   | Voor 100/90-V18 / Achter 150/70-ZR17 |

| Drooggewicht | Rijklaar gewicht | Tankinhoud                    | Topsnelheid | Acceleratie 0-100km/h |
| ------------ | ---------------- | ----------------------------- | ----------- | --------------------- |
| 218 kg       | 242 kg           | 22 l Euro95 (wv. 5 l reserve) | ± 216 km/h  | 4,5 seconden          |

### Gegevens per variant
| Technische Gegevens  | XJ 900F 31A        | XJ 900F/N 58L            | XJ 900F 4BB        | XJ 900S Diversion  |
| -------------------- | ------------------ | ------------------------ | ------------------ | ------------------ |
| Bouwjaar             | 1983 - 1984        | 1985 - 1990 (N: 1985/86) | 1991 - 1994        | 1994 - 2004        |
| Cilinderinhoud       | 853 cc             | 891 cc                   | 891 cc             | 892 cc             |
| Max vermogen         | 97 pk @ 9000 rpm   | 98 pk @ 9000 rpm         | 92 pk @ 9000 rpm   | 89,4 pk @ 8250 rpm |
| Kracht/gewicht ratio | 0,40 pk/kg         | 0,40 pk/kg               | 0,38 pk/kg         | 0,34 pk/kg         |
| Max koppel           | 80 Nm @ 7000 rpm   | 81 Nm @ 7000 rpm         | 75.5 Nm @ 7000 rpm | 83,5 Nm @ 7000 rpm |
| Verbruik             | ± 1 liter op 17 km | ± 1 liter op 17 km       | ± 1 liter op 19 km | ± 1 liter op 18 km |
| Actieradius          | 374 km (22 l)      | 374 km (22 l)            | 418 km (22 l)      | 432 km (24 l)      |
| Actieradius −5 l     | 289 km (17 l)      | 289 km (17 l)            | 323 km (17 l)      | 342 km (19 l)      |

### Kleurstellingen door de jaren heen
| Jaartal | Type                                 | Hoofdkleur      | Bieskleuren             |
| ------- | ------------------------------------ | --------------- | ----------------------- |
| 1983    | Yamaha XJ900 Seca                    | Rood            | zwarte/grijze bies      |
| 1983    | Yamaha XJ900 31A                     | Rood            | blauwe/witte bies       |
| "       | Yamaha XJ900 31A                     | Wit             | blauwe/rode bies        |
| 1984    | Yamaha XJ900 31A                     | Zwart           | rode/grijze bies        |
| 1985/86 | Yamaha XJ900N 58L                    | Zwart           | Bordeaux bies           |
| "       | Yamaha XJ900N 58L                    | Rood            | Champagne bies          |
| 1986    | Yamaha XJ900F 58L                    | Blauw/wit       | rode/grijze bies        |
| "       | Yamaha XJ900F 58L                    | Rood/grijs      | zwarte/lichtgrijze bies |
| "       | Yamaha XJ900F 58L                    | Zwart/rood      | lichtgrijze bies        |
| 1988    | Yamaha XJ900F 58L                    | Blauw/wit       | lichtblauwe/gele bies   |
| 1989    | Yamaha XJ900F 58L                    | Wit/parelmoer   | grijs met blauwe bies   |
| 1991    | Yamaha XJ900F 4BB                    | Zwart           | gouden en rode bies     |
| 1991/94 | Yamaha XJ900F 4BB SW (= Silky White) | Wit/blauw       | lichtblauwe bies        |
| 1991/94 | Yamaha XJ900F 4BB VMB (= V-Max Blue) | Zwart/parelmoer | paars en witte bies     |